# Dipoenura fimbriata
Dipoenura fimbriata là một loài nhện trong họ Theridiidae.
Loài này thuộc chi Dipoenura. Dipoenura fimbriata được Eugène Simon miêu tả năm 1909.